# إلكترونيات استهلاكية

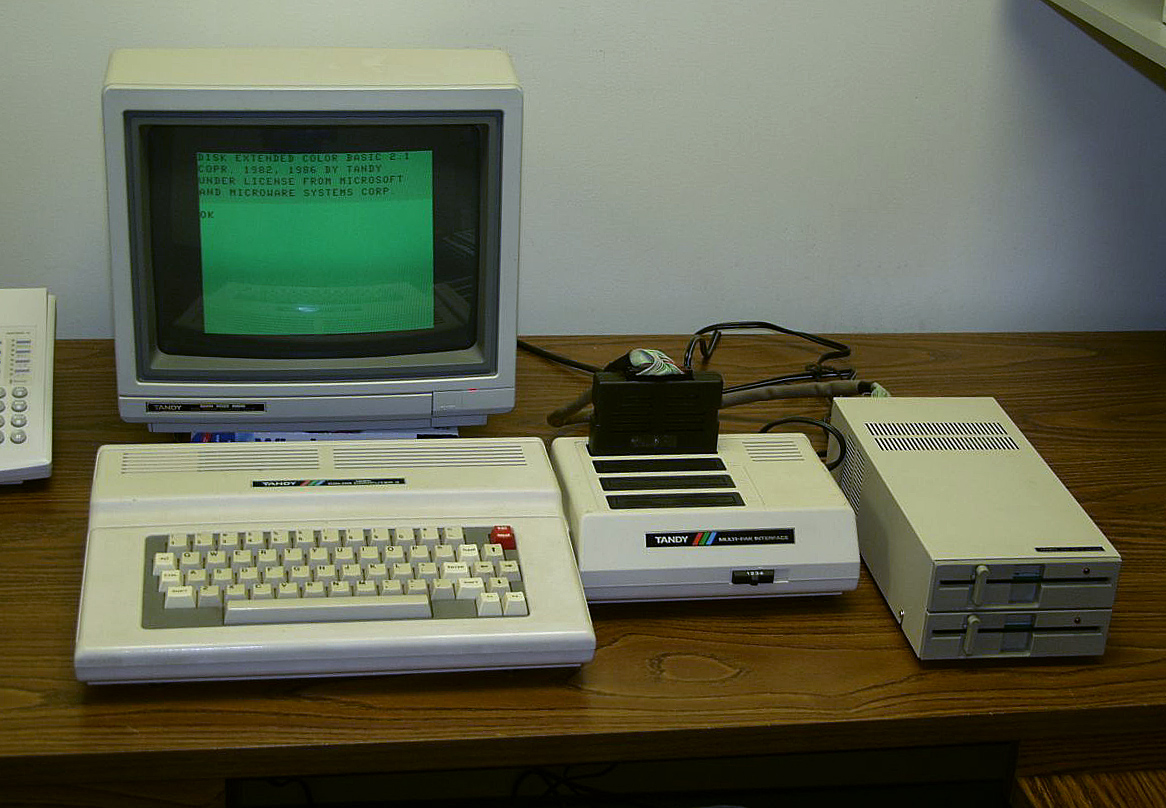
إحدى أجهزة الحاسوب الإلكترونية الإستهلاكية والتي تعمل بنظام كوكو 3

إلكترونيات استهلاكية هي الأجهزة الالكترونية المخصصة للإستخدام اليومي من وسائل ترفيه، اتصال، أجهزة إلكترونية منزلية، مشغلات ومسجلات الفيديو، أقراص الفيديو الرقمية، أجهزة فيديو أو كاميرات الفيديو، ويتم تصنيع الالكترونيات الاستهلاكية في جميع أنحاء العالم، على الرغم من وجود نسبة عالية من المقر، المصانع، والبحث والتطوير في النشاط التجاري كمنطقة شرق آسيا وأوروبا مثلاً.